# باچر گیل
باچر گیل (انگلیسی: Becher Gale; ۱۴ آوریل ۱۸۸۷ – ۲۴ اوت ۱۹۵۰) قایقران روئینگ اهل کانادا بود.